# Friday the 13th (1980)
Friday the 13th is een Amerikaanse slasher-film uit 1980, geregisseerd door Sean S. Cunningham en geschreven door Victor Miller. De film gaat over een groep tieners die zijn ingehuurd om een zomerkamp op te knappen en daar een voor een worden vermoord op vrijdag de dertiende.
De film werd gemaakt met een budget van 550.000 dollar en bracht ondanks negatieve reacties van critici 39.7 miljoen dollar op. Daarmee was het een van de best lopende slasher-films ooit. Het grote succes van de film zorgde voor een mediafranchise bestaande uit een reeks vervolgfilms, een cross-over met A Nightmare on Elm Street (Freddy vs. Jason) en een gelijknamige remake.

## Verhaal
In de zomer van 1958 worden twee van de kampleiders van kamp Crystal Lake, Barry en Claudette, vermoord door een ongeziene persoon. De film springt naar het heden, vrijdag 13 februari. Een man genaamd Steve Christy wil kamp Crystal Lake opnieuw openen en huurt een aantal tieners in om hem te helpen met de voorbereidingen en te werken als kampleiders. Annie is een van de tieners en aangekomen bij een eettentje vraagt ze om directies naar het kamp en ze wordt gewaarschuwd door de dorpsgek Ralph dat het kamp vervloekt is. Ze krijgt een lift van een aardige vrachtwagenchauffeur Enos, die haar vertelt over de moorden die hadden plaatsgevonden in het kamp in 1958. Nadat Enos haar afzet in de buurt van het kamp krijgt ze even later een lift van iemand in een truck. De persoon in de truck rijdt keihard en wanneer de truck langs de ingang van het het kamp racet wordt Annie bang en ze springt uit de rijdende wagen. Ze rent de bossen in maar wordt al snel ingehaald door de moordenaar die haar keel doorsnijdt.
In de tussentijd zijn de andere kampleiders die zijn ingehuurd door Steve bezig met het renoveren van kamp Crystal Lake. Alice, Bill, Marcie, Jack, Brenda en Ned zijn aan het klussen als Steve weggaat om meer materialen te halen. Ned ziet iemand lopen in een zwarte regenjas en volgt hem een van de verlaten huisjes in waar hij vermoord wordt. Jack en Marcie sluipen weg van de groep om te vrijen in een van de stapelbedden maar hebben niet door dat het lijk van Ned op het bovenste bed ligt. Later worden zij daar allebei vermoord door dezelfde persoon in de regenjas.
De auto van Steve krijgt panne onderweg naar de stad en hij wordt door een langsgekomen politieagent teruggebracht naar het kamp. Daar afgezet wordt Steve aangevallen en vermoord door de persoon in de regenjas die hij lijkt te herkennen. Na het spelen van een spelletje Monopolie loopt Brenda richting haar huisje en hoort ze de stem van een kind roepen 'Help me' vanuit het bos. In het bos wordt ze vermoord en haar gegil wordt gehoord door Bill en Alice die meteen naar buiten rennen. Ze vinden Brenda niet, maar wel een bloederige bijl in het bed van Brenda.
Bill en Alice ontdekken dan dat de telefoonlijn is doorgesneden en dat de elektriciteit het niet meer doet. Bill vertrekt om te controleren of de generator het doet. Als hij niet terugkomt gaat Alice hem zoeken en ze vindt al snel zijn lijk doorboord door pijlen en hangend aan een deur. Ze vlucht naar haar huisje en barricadeert de deur, maar dan wordt het lijk van Brenda door het raam gegooid en Alice vlucht weer naar buiten. Daar staat ze opeens oog in oog met een oudere vrouw die zichzelf voorstelt als Pamela Voorhees. Alice begint de vrouw te vertellen over de moorden om haar te waarschuwen maar mevrouw Voorhees luistert niet en begint zelf te praten. Ze vertelt over haar zoon Jason die jaren geleden is verdronken in het meer omdat de kampleiders niet opletten. Dan springt mevrouw Voorhees naar voren om Alice aan te vallen met een mes en Alice beseft dat mevrouw Voorhees de moordenaar is.
Alice ontwijkt haar en rent weg. Mevrouw Voorhees achtervolgt Alice door de bossen tot ze bij de oever van het meer komen. Daar weet Alice mevrouw Voorhees te onthoofden met een kapmes en ze vlucht in een kano het meer op. De volgende ochtend wordt Alice wakker en ziet ze de politie op de oever staan. Opgelucht drijft ze richting de oever maar plotseling komt het lijk van Jason omhoog uit het water en trekt Alice uit de kano het meer in. De film springt naar een shot van Alice in het ziekenhuis die verschrikt wakker wordt uit haar nachtmerrie. Ze vraagt de politieagent die naast haar bed zit naar Jason maar hij antwoordt dat er geen lichaam van een kind gevonden is in het kamp. Alice antwoordt: 'Dan is hij er nog'.

## Rolverdeling
| Acteur          | Personage            |
| --------------- | -------------------- |
| Adrienne King   | Alice                |
| Harry Crosby    | Billie               |
| Laurie Bartram  | Brenda               |
| Jeannine Taylor | Marcie               |
| Kevin Bacon     | Jack                 |
| Mark Nelson     | Ned                  |
| Peter Brouwer   | Steve Christy        |
| Robbi Morgan    | Annie                |
| Betsy Palmer    | Pamela Voorhees      |
| Walt Gorney     | Crazy Ralph          |
| Rex Everhart    | Enos                 |
| Debra S. Hayes  | Claudette            |
| Willie Adams    | Barry                |
| Ari Lehman      | jonge Jason Voorhees |

## Nominaties
| Wedstrijd                                          | Categorie                   | Ontvanger(s)       | Resultaat   | Ref.  |
| -------------------------------------------------- | --------------------------- | ------------------ | ----------- | ----- |
| Golden Raspberry Awards 1980                       | Worst Picture               | Sean S. Cunningham | Genomineerd | [ 1 ] |
| Golden Raspberry Awards 1980                       | Worst Supporting Actress    | Betsy Palmer       | Genomineerd | [ 1 ] |
| Mystfest 1980                                      | Best film                   | Sean S. Cunningham | Genomineerd |       |
| Satellite Awards 2005                              | Best DVD Extra              |                    | Genomineerd |       |
| Avoriaz International Fantastic Film Festival 1981 | Grand prize                 | Sean S. Cunningham | Genomineerd |       |
| Saturn Award 2014                                  | Best DVD/Blu-Ray Collection |                    | Genomineerd |       |

## Achtergrond

### Ontwikkeling
Friday the 13th werd gemaakt naar aanleiding van het succes van Halloween.
Sean S. Cunningham had eerder al samengewerkt met Wes Craven aan The Last House on the Left. De film moest volgens beide een “echt enge film” worden, maar wel een waarbij het publiek ook kon lachen. De werktitel was "Long Night at Camp Blood". Cunningham vond "Friday the 13th" echter geschikter, en liet deze titel snel vastleggen om potentiële rechtszaken met andere rechthebbenden op de naam te voorkomen. Er bleek al een oudere film te zijn genaamd Friday the 13th: The Orphan, maar tot een rechtszaak om de titel kwam het niet.
Het scenario werd geschreven door Victor Miller. Miller zelf genoot van het idee van een seriemoordenaar die uiteindelijk de moeder van een verdronken kind zou blijken te zijn. De opnames vonden plaats rond Blairstown en Hope in New Jersey. Voor de scènes op het kampterrein werd een scoutingkamp gebruikt, Camp No-Be-Bo-Sco. Dit kamp is nog altijd als zomerkamp in gebruik.

### Muziek
Harry Manfredini componeerde de muziek voor de film. Al vanaf het begin werd besloten de muziek alleen te spelen wanneer de moordenaar daadwerkelijk aanwezig is in een scène, om zo het publiek niet op het verkeerde been te zetten. Omdat mevrouw Voorhees, de moordenaar, pas op het eind voor het eerst echt in beeld verschijnt, moest Manfredini een stuk muziek componeren dat haar goed kon vertegenwoordigen, zelfs al was ze niet in beeld te zien. Manfredini liet zich inspireren door de film Jaws, waarin de haai eveneens lange tijd buiten beeld blijft.
Cunningham wilde een koor inzetten voor de muziek, maar het budget was hiervoor niet toereikend.

### Uitgave en ontvangst
Paramount kocht de distributierechten voor Friday the 13th voor 1,5 miljoen dollar, en gaf nog eens 500.000 dollar uit aan de reclamecampagne. De film ging op 9 mei 1980 in première in 1100 Amerikaanse bioscopen. In het openingsweekeinde bracht de film 5.816.321 dollar op. Het werd financieel een van de meest succesvolle films van 1980. Friday the 13th werd ook internationaal uitgebracht, wat destijds nog ongebruikelijk was voor onafhankelijke films.
De film kon bij het publiek op positieve reacties rekenen, maar critici waren minder te spreken. Siskel en Roger Ebert besteedden een hele aflevering van hun televisieshow Sneak Previews aan de film. Leonard Maltin gaf de film 1 ster.

### Vervolgfilms
- Friday the 13th Part 2 (1981), geregisseerd door Steve Miner, met Amy Steel, John Furey en Adrienne King.
- Friday the 13th Part III (1982), geregisseerd door Steve Miner, met Dana Kimmell, Paul Kratka en Richard Brooker.
- Friday the 13th: The Final Chapter (1984), geregisseerd door Joseph Zito, met Kimberly Beck, Erich Anderson en Corey Feldman.
- Friday the 13th: A New Beginning (1985), geregisseerd door Danny Steinmann, met Melanie Kinnaman, John Shepherd en Richard Young.
- Jason Lives: Friday the 13th Part VI (1986), geregisseerd door Tom McLoughlin, met Thom Matthews, Jennifer Cooke en Tony Goldwyn.
- Friday the 13th Part VII: The New Blood (1988), geregisseerd door John Carl Buechler, met John Otrin, Susan Blu en Lar Park-Lincoln
- Friday the 13th Part VIII: Jason Takes Manhattan (1989), geregisseerd door John Carl Buechler, met Kane Hodder, Lar Park-Lincoln, Terry Kiser en Susan Blu.
- Jason Goes to Hell: The Final Friday (1993), geregisseerd door Adam Marcus, met John D. LeMay, Kari Keegan en Kane Hodder.
- Jason X (2001), geregisseerd door James Isaac, met Kane Hodder, Lexa Doig en Chuck Campbell.
- Freddy vs. Jason (2003), een crossover film geregisseerd door Ronny Yu, met Robert Englund, Ken Kirzinger en Monica Keena.
- Friday the 13th (2009), een remake geregisseerd door Marcus Nispel, met Derek Mears, Jared Padalecki en Danielle Panabaker.

### Boekadaptatie
- Simon Hawke - Friday the 13th (1987)